# Đệ Nhất Cộng hòa Bồ Đào Nha
Đệ nhất Cộng hoà Bồ Đào Nha (tiếng Bồ Đào Nha: Primeira República) kéo dài 16 năm trong thời kỳ hỗn độn của Lịch sử Bồ Đào Nha, giữa sự chấm dứt giai đoạn nhà nước quân chủ lập hiến đánh dấu bởi Cách mạng ngày 5 tháng 10 năm 1910 và Đảo chính ngày 28 tháng 5 năm 1926. Xu hướng cuối cùng là thành lập một Chế độ độc tài quân sự được biết với tên Ditadura Nacional để theo tư tưởng Chủ nghĩa nghiệp đoàn Estado Novo (Nhà nước mới) dưới chế độ của António de Oliveira Salazar.

## Cộng hòa
Theo như cuộc cách mạng tháng 10 năm 1910, một số nghiên cứu có giá trị đã được thực hiện, đầu tiên trong số đó xếp hạng Vasco Pulido Valente Luận án chính trị hóa. Nhà sử học này đã đặt ra Jacobin và bản chất đô thị của cuộc cách mạng do Đảng Cộng hòa Bồ Đào Nha (PRP) thực hiện và tuyên bố rằng PRP đã biến chế độ cộng hòa thành chế độ độc tài de facto. Tầm nhìn này đụng độ với một sự giải thích cũ hơn về Đệ nhất Cộng hòa như là một chế độ dân chủ tiến bộ và ngày càng thể hiện sự tương phản rõ ràng với Salazar tiếp theo chế độ độc tài.
Một nhà nước cộng hòa Hiến pháp đã được phê duyệt năm 1911, khánh thành một chế độ nghị viện với quyền lực tổng thống giảm và hai phòng của quốc hội. Hiến pháp nói chung quy định các quyền tự do dân sự đầy đủ, các quyền tự do tôn giáo của người Công giáo là một ngoại lệ.

### Tôn giáo
Đệ nhất Cộng hòa cực kỳ chống giáo sĩ. Các nhà lãnh đạo của Cộng hòa là những người theo chủ nghĩa thế tục và thực sự, đang theo truyền thống tự do trong việc làm mất đi vai trò quyền lực mà Giáo hội Công giáo từng nắm giữ. Nhà sử học Stanley Payne chỉ ra rằng: "Đa số những người Cộng hòa đã đưa ra quan điểm rằng Công giáo là kẻ thù số một của chủ nghĩa cấp tiến trung lưu cá nhân và phải bị phá vỡ hoàn toàn như một nguồn ảnh hưởng ở Bồ Đào Nha". Dưới sự lãnh đạo của Afonso Costa, bộ trưởng tư pháp, cuộc cách mạng ngay lập tức nhắm vào Giáo hội Công giáo: các nhà thờ bị cướp bóc, các giáo phái bị tấn công và các giáo sĩ bị quấy rối. Scarcely đã có chính phủ lâm thời được cài đặt khi nó bắt đầu dành toàn bộ sự chú ý của mình cho một chính sách chống tôn giáo, bất chấp tình hình kinh tế thảm khốc. Vào ngày 10 tháng 10 – năm ngày sau khi Cộng hòa khai trương – Chính phủ mới ra lệnh rằng tất cả các tu viện, tu viện và các mệnh lệnh tôn giáo sẽ bị đàn áp. Tất cả cư dân của các tổ chức tôn giáo đã bị trục xuất và hàng hóa của họ bị tịch thu. Dòng Tên bị buộc phải mất quyền công dân Bồ Đào Nha. Một loạt các đạo luật và sắc lệnh chống Công giáo nối tiếp nhau nhanh chóng. Vào ngày 3 tháng 11, một luật hợp pháp hóa ly hôn đã được thông qua và sau đó có luật công nhận tính hợp pháp của trẻ em sinh ra ngoài giá thú, ủy quyền hỏa táng, thế tục hóa nghĩa trang, đàn áp giáo lý tôn giáo trong trường học và cấm mặc áo choàng. Ngoài ra, tiếng chuông nhà thờ để báo hiệu thời gian thờ phượng đã bị hạn chế nhất định, và lễ kỷ niệm công khai các bữa tiệc tôn giáo đã bị đàn áp. Chính phủ cũng can thiệp vào việc điều hành các cuộc hội thảo, bảo lưu quyền bổ nhiệm các giáo sư và xác định chương trình giảng dạy. Toàn bộ loạt luật này được soạn thảo bởi Afonso Costa đã lên đến đỉnh điểm trong luật Tách biệt giữa Nhà thờ và Nhà nước, được thông qua vào ngày 20 tháng 4 năm 1911.
Những người cộng hòa là chống đối và có "thù địch" đối với vấn đề tách nhà thờ và nhà nước, giống như Cách mạng Pháp, và tương lai Hiến pháp México năm 1917 và Hiến pháp Tây Ban Nha năm 1931. Vào ngày 24 tháng 5 năm 1911, Giáo hoàng Pius X đã ban hành bách khoa toàn thư Iamdudum lên án chủ nghĩa chống đối của nền cộng hòa mới vì tước quyền tự do dân sự tôn giáo và "hàng loạt tội ác và tội ác đáng kinh ngạc được ban hành tại Bồ Đào Nha vì sự áp bức Giáo hội".

### Các đảng phái chính trị
PRP đã phải chịu đựng sự ly khai của các phần tử ôn hòa hơn, những người đã thành lập các đảng cộng hòa bảo thủ như Đảng tiến hóa và Liên minh Cộng hòa. Mặc dù đã chia tách PRP, do Afonso Costa lãnh đạo, vẫn giữ được sự thống trị của mình, phần lớn là do một thương hiệu của chính trị khách hàng được thừa hưởng từ chế độ quân chủ. Theo quan điểm của các chiến thuật này, một số lực lượng đối lập đã dùng đến bạo lực để tận hưởng thành quả của quyền lực. Có vài nghiên cứu gần đây trong thời kỳ tồn tại của Cộng hòa, được gọi là Cộng hòa cũ. Tuy nhiên, một bài tiểu luận Bản mẫu:Title? Của Vasco Pulido Valente nên được tham khảo, nên cố gắng Bản mẫu:Title? để thiết lập bối cảnh chính trị, xã hội và kinh tế do M. Villaverde Cabral (1988) thực hiện.
Cộng hòa đã đẩy lùi cuộc tấn công hoàng gia vào Chaves vào năm 1912.
PRP đã xem sự bùng nổ của Chiến tranh thế giới thứ nhất là một cơ hội duy nhất để đạt được một số mục tiêu: chấm dứt các mối đe dọa song sinh của một cuộc xâm lược của Tây Ban Nha vào Bồ Đào Nha và sự chiếm đóng của nước ngoài đối với các thuộc địa và mức độ, tạo ra một sự đồng thuận quốc gia xung quanh chế độ và thậm chí xung quanh đảng. Những mục tiêu trong nước đã không được đáp ứng, vì tham gia vào cuộc xung đột không phải là chủ đề của sự đồng thuận quốc gia và do đó nó không phục vụ cho việc huy động dân số. Hoàn toàn ngược lại xảy ra: các đường gãy chính trị và ý thức hệ hiện tại đã được làm sâu sắc hơn bởi sự can thiệp của Bồ Đào Nha trong Thế chiến thứ nhất. Sự thiếu đồng thuận xung quanh sự can thiệp của Bồ Đào Nha lần lượt có thể xuất hiện hai chế độ độc tài, do Tướng Pimenta de Castro (tháng 1 năm 1915) và Sidónio Pais (tháng 12 năm 1917–tháng 12 năm 1918).